# ケイ化ウランルテニウム
ケイ化ウランルテニウム（ケイかウランルテニウム、URu2Si2）は、ウラン、ルテニウム、ケイ素からなる重い電子合金である。URu2Si2は、「122」正方晶系となっているが、現行の凝集系ではこの結晶構造の化合物が多く研究されている。
URu2Si2は、17.5 K以下の温度で「隠れ秩序」（HO）相を持つ超伝導体である  。臨界温度以下で磁性があり、約1.5K以下で超伝導になる 。ただし、17.5K未満の秩序相の性質については多くの提案がされているが、未だ定説は確立していない。